# ブレッド&ローズ
『ブレッド&ローズ』（原題: Bread and Roses）は、2000年製作のイギリス映画。

## 概要
監督ケン・ローチが初めてアメリカで撮影をした作品。中南米の移民労働者による労働条件改善運動に焦点を当てながら、体制批判映画にさせることなく、ユーモアを忘れず普遍的かつ優しい眼差しで描く。
タイトルの『ブレッド&ローズ』とは、移民労働者が掲げたスローガンに由来する。“パン”は最低限の生活、“薔薇”は豊かに生きるための尊厳の意味を表している。
キャッチコピー
人は誰でも 誰かと つながっていたい。

## あらすじ
メキシコからアメリカへ不法入国を果たしたマヤは、ロサンゼルスで暮らしている姉ローサの家に辿り着く。マヤはローサの紹介で清掃員の仕事に就くようになる。その後、労働組合を組織するサムと出会い、彼が主催するデモに参加をする。同時にマヤの心にサムに対して特別な感情も芽生え始めていた。しかし、運動の輪は次第に広がり、成功するかに思われたが……。

## キャスト
- エイドリアン・ブロディ：サム
- ピラール・パディージャ：マヤ
- エルピディア・カリーロ：ローサ
- ジョージ・ロペス：ペレス
- アロンソ・チャベス：ルーベン
- ジャック・マクギー：バート
- ティム・ロス（カメオ出演）
- ベニチオ・デル・トロ（カメオ出演）
- ロン・パールマン（カメオ出演）
- リリアン・ハースト